# Kymco People GTI
Il Kymco People GTI è uno scooter prodotto dalla casa motociclistica taiwanese Kymco dal 2010 al 2020. Nel mercato asiatico è stato commercializzato con la denominazione Kymco Shadow GTI mentre in Giappone come Kymco Tersely GTI.

## Storia
Presentato ad EICMA 2009, il People GTI entra in produzione nei primi mesi del 2010. Si tratta della terza variante della gamma People e si posiziona al di sopra del modello People S in termini di prezzi e dimensioni.
Caratterizzato da un design più sportivo e da forme arrotondate, il GTI al debutto presenta due motori, il 125 e il 300 entrambi omologati Euro 3. Ciclisticamente mantiene il telaio in tubi di acciaio del People S ma è più rigido nella taratura delle sospensioni. La forcella anteriore ha steli da 37 mm ed escursione di 110 mm, la sospensione posteriore è di tipo classico con gruppo motore-trasmissione oscillante e doppio ammortizzatore regolabile nel precarico, escursione 100 mm. 
Monta cerchi da 16” con pneumatico 110/70 anteriore e 140/70 posteriore.
L’impianto frenante utilizza disco anteriore da 260 mm e disco posteriore da 260 mm.
La lunghezza è di 2.145 mm, la larghezza 760 mm e l’altezza di 1280 mm. Il passo misura 1.450 mm. 
L’anno successivo, ad EICMA 2010 Kymco presenta anche la motorizzazione intermedia 200 che viene commercializzata dai primi mesi del 2011. Le dimensioni sono le stesse dei modelli 125 e 300.
Nell’estete 2012 debutta l’ABS sul motore 300.
Nel 2017 tutte le motorizzazioni vengono omologate Euro 4.
Il modello esce di produzione nel 2020 sostituito definitivamente dalla nuova generazione di People S 300 e Agility 300.

## Caratteristiche tecniche

### People GTI 125
Il 125 monta il motore della famiglia G5, codice BF25, è un monocilindrico quattro tempi e quattro valvole raffreddato a liquido che eroga 14,8 CV (10,9 kW) a 9.000 giri/min e una coppia massima di 11,5 Nm a 9.000 giri/min. Il serbatoio ha una capacità di 9 litri.
Il peso a secco è di 156 kg e la velocità massima è di 110 km/h.

### People GTI 200
Il 200 monta il motore G5, codice BF40, monocilindrico quattro tempi e quattro valvole da 205 cc effettivi raffreddato a liquido che eroga 21 CV (15,5 kW) a 8.000 giri/min e una coppia massima di 19,6 Nm a 6.500 giri/min. Il serbatoio ha una capacità di 9 litri.
Il peso a secco è di 177 kg.

### People GTI 300
Il 300 
monta il motore G5, codice BF60, monocilindrico quattro tempi e quattro valvole da 299 cc effettivi raffreddato a liquido che eroga 29 CV (21,3 kW) a 7.750 giri/min e una coppia massima di 30,1 Nm a 6.250 giri/min. Il serbatoio ha una capacità di 9 litri.
Il peso a secco è di 177 kg. La velocità massima è di 130 km/h.